# Станційне (Керченський район)
Станці́йне (до 1948 року Населений пункт при станції Ташлияр, крим. Taşlı Yar stansiyası) — село Керченського району Автономної Республіки Крим.